# Bolam, Northumberland
Bolam är en ort i civil parish Belsay, i grevskapet Northumberland i England. Orten är belägen 11 km från Morpeth. Bolam var en civil parish fram till 1955 när blev den en del av Belsay. Civil parish hade 60 invånare år 1951.